# Bataille de La Mecque (1916)
La bataille de La Mecque est un affrontement militaire qui oppose Hussein ben Ali aux forces ottomanes dans la ville sainte musulmane de La Mecque en juin et juillet 1916. 
Le 10 juin, Hussein ben Ali, chérif de La Mecque et chef dynastique des Hachémites, déclenche la grande révolte arabe contre l'Empire ottoman à partir de cette ville. La bataille est une victoire militaire hachémite sur les troupes de l'Empire ottoman. Lors de cette bataille, les Ottomans bombardent, probablement par erreur, la Kaaba, mettant feu au voile la recouvrant, un événement abondamment repris par les Hachémites pour légitimer leur révolte.
La bataille de La Mecque fait partie de la grande révolte arabe et de la Première Guerre mondiale.

## Contexte
Le chérif de La Mecque souhaite créer un État arabe du Yemen jusqu'à Alep. À cette fin, il sollicite l'aide des Britanniques, qui lui promettent l'établissement d'un tel Etat après la défaite des Ottomans lors du protocole de Damas et dans la correspondance McMahon-Hussein. 
Les Britanniques le trahissent après la fin de la guerre, lors des accords Sykes-Picot puis, face à la proclamation de Hussein ben Ali en tant que calife, en 1924, ils soutiennent Abdelaziz ibn Saoud, qui envahit ses terres et le force à l'exil.

## Événements
Début juin 1916, la majeure partie de l'armée ottomane se rend à Taëf, une ville de montagne en Arabie, accompagnant Ghalib Pacha, le gouverneur du Hedjaz. Il ne reste plus que 1 000 hommes pour défendre La Mecque. Beaucoup d'entre eux dorment dans des casernes de la vallée le 10 juin lorsque le chérif de La Mecque, Hussein bin Ali effectue sa proclamation d'indépendance du Hedjaz et tire un coup de feu en l'air depuis la fenêtre du palais hachémite signalant le début de la révolte arabe,. En entendant cela, ses 5 000 partisans commencent à tirer sur les troupes turques dans trois forteresses surplombant la ville sainte et à la caserne Jirwall sur la route de Djeddah. Ceux-ci répondent en bombardant La Mecque depuis les hauteurs ; lors du bombardement, ils touchent la Kaaba et mettent feu au voile qui la recouvre, probablement sans faire exprès, un point ensuite utilisé par la propagande de la grande révolte arabe pour essayer de montrer l'impiété des Ottomans et la légitimité de la révolte comme guerre sainte,. Ce point explique en partie pourquoi les musulmans des Empires coloniaux occidentaux refusent de rejoindre l'Empire ottoman.
L'attaque contre les forces turques est soudaine et leur commandant par intérim ignore que la révolte débute. Comme les bannières du chérif et celles des Ottomans sont de la même couleur, le commandant turc ne voit pas la différence et téléphone au chérif Hussein au sujet de la situation et on lui répond que les troupes arabes sont entrées en rébellion et qu'il ferait mieux de se rendre. Il refuse. La bataille commence et se poursuit.
Le lendemain, les forces de Hachémites avancent et capturent Bash-Karakol au coin de Safa adjacent au Masjid al-Haram. Le troisième jour, Hamidia, le bâtiment du gouverneur ottoman est capturé, ainsi que le sous-gouverneur. À partir de cet instant, le sous-gouverneur captif ordonne à ses troupes turques restantes de se rendre. Ils refusent.
Une impasse en résulte. Sir Reginald Wingate envoie deux pièces d'artillerie du Soudan via Djeddah, avec des artilleurs égyptiens entraînés. Ils percent rapidement les murs du fort turc. L'armée du chérif attaque alors et le sort de ces défenseurs est scellé. Le 4 juillet 1916, le dernier bastion turc à La Mecque, la caserne Jirwal, capitule après trois semaines de résistance acharnée.

## Résultats
Cette bataille marque le début de la fin de l'Empire ottoman, et elle est également la naissance du royaume du Hedjaz dont la capitale est La Mecque. 
Stratégiquement, la victoire permet de sécuriser La Mecque pour Hussein ben Ali ; et de commencer à débuter des opérations militaires au-delà du Hedjaz. La garnison ottomane de Médine, elle, reste clouée dans la ville pendant le siège de Médine mais les forces de la révolte arabe souhaitent les conserver dans la cité, pour pouvoir mener des raids au nord, le long du chemin de fer du Hedjaz, forçant les Ottomans à renforcer de manière constante la ville de Médine et à éparpiller leurs forces, ce qui sert Hussein, dont les forces bédouines sont prédisposées à la guérilla bien plus qu'à des batailles rangées. 